# داریگا نازاربایوا
داریگا نورسلطانقیز نزرابایوا (قزاقی: Дариға Нұрсұлтанқызы Назарбаева, Dariğa Nūrsūltanqyzy Nazarbaeva؛ متولد ۷ مه ۱۹۶۳) یک کارآفرین و سیاستمدار قزاق است که دختر نورسلطان نظربایف، رئیس‌جمهور پیشین قزاقستان از سال ۱۹۹۰ تا ۲۰۱۹ می‌باشد. او از سال ۲۰۰۴ تا ۲۰۰۷، ۲۰۱۲ تا ۲۰۱۵ و ۲۰۲۱ تا ۲۰۲۲ عضو مجلس قزاقستان بود. او از سال ۲۰۱۴ تا ۲۰۱۵ معاون رئیس مجلس قزاقستان بود تا اینکه به عنوان معاون نخست‌وزیر در کابینه کریم ماسیموف منصوب شد. او همچنین از ۲۰۱۶ تا ۲۰۲۰ عضو مجلس سنای قزاقستان بود و از ۲۰۱۹ تا ۲۰۲۰ رئیس مجلس سنا قزاقستان بود. او یکی از ثروتمندترین زنان قزاقستان است.

## حرفه
نزرابایوا حرفه خود را در سال ۱۹۹۴ در دنیای رسانه‌ها آغاز کرد، جایی که ریاست آژانس خبری خبر، بزرگ‌ترین آژانس تلویزیونی ملی قزاقستان را بر عهده داشت. در سال ۲۰۰۳، او حزب آسار را تأسیس کرد و سال بعد در انتخابات قانون‌گذاری قزاقستان ۲۰۰۴ برای اولین بار به مجلس قزاقستان انتخاب شد. در زمان خدمت در این پست، حزب آسار در سال ۲۰۰۶ با حزب امانت، حزبی که توسط پدرش نظربایف رهبری می‌شد، ادغام شد. پس از انحلال مجلس قزاقستان در سال ۲۰۰۷، نزرابایوا برای انتخاب مجدد نامزد نشد و تا بازگشت خود به سیاست در انتخابات ۲۰۱۲ از سیاست کنار ماند. در آن زمان، او به عنوان معاون رئیس مجلس و رهبر پارلمانی حزب امانت مشغول به کار شد. در سال ۲۰۱۵، نزرابایوا توسط پدرش به عنوان معاون نخست‌وزیر در کابینه کریم ماسیموف منصوب شد و سپس در سال ۲۰۱۶ دوباره به پارلمان قزاقستان بازگشت و عضو مجلس سنای قزاقستان شد. پس از استعفای پدرش از ریاست جمهوری در سال ۲۰۱۹، نزرابایوا پست رئیس سنا را از قاسم جومارت توقایف گرفت و توقایف به نوبه خود رئیس‌جمهور قزاقستان شد. در سال ۲۰۲۰، او به‌طور غیرمنتظره‌ای از این پست توسط توقایف برکنار شد، تا پیش از بازگشت دوباره به مجلس قزاقستان در انتخابات قانون‌گذاری قزاقستان ۲۰۲۱.
به‌دلیل موقعیت‌های رسمی نزرابایوا و روابط او با پدرش، شایعات زیادی در مورد آمادگی او برای جانشینی نظربایف به‌عنوان رئیس‌جمهور قزاقستان مطرح شده بود، هرچند که این ادعاها از سوی نظربایف رد شده است.